# Francis Frederick
Francis Harland Frederick, ameriški veslač, * 28. februar 1907, † 2. maj 1968.
Frederick je za Združene države Amerike nastopil kot član osmerca na Poletnih olimpijskih igrah 1928 v Amsterdamu. Ameriški čoln je tam osvojil zlato medaljo.  